# 娜塔莉娅·古特曼
娜塔莉娅·格里戈里耶夫娜·古特曼（俄語：Наталья Григорьевна Гутман，1942年11月14日—），俄罗斯大提琴家。

## 生平
娜塔莉娅·格里戈里耶夫娜·古特曼出生于喀山，五岁时开始随家人学习大提琴，她的祖父是小提琴家莱奥波德·奥尔的学生，继父是一名大提琴家。全家搬到莫斯科后，古特曼进入莫斯科音乐学院，师从阿斯拉马赞和科佐卢波娃（Г. С. Козолуповой），其中跟随后者学习长达13年，于1964年毕业。1968年，古特曼从列宁格勒音乐学院毕业，导师是罗斯特罗波维奇。
古特曼九岁便举办了第一场音乐会，获得过1961年布拉格德沃夏克国际音乐比赛第一名、1962年柴可夫斯基国际音乐比赛第三名、1967年ARD慕尼黑国际音乐大赛第一名。对其音乐生涯影响比较大的人物包括了钢琴家里赫特、小提琴家卡甘（后来成为其丈夫）等等。
指挥家阿巴多、穆蒂、罗日杰斯特文斯基、萨瓦利希、捷米尔卡诺夫、马苏尔、海廷克、切利比达克、室内乐演奏家阿赫里奇、卡甘、基辛、鲁比莫夫、里赫特、斯特恩、维尔萨拉泽等人都与她有长期合作的经验。
1991年至2004年，古特曼任教于斯图加特国立音乐与表演艺术学院。
古特曼虽然对古典曲目得心应手，但更喜欢现代音乐。她首演了许多当代作品，包括施尼特凯、杰尼索夫和古拜杜丽娜等作曲家都曾将作品题献给古特曼。

## 近年活動
- 八度於台灣演奏（2003年、2005年、2007年、2008年、2009年、2011年、2012年、2015年[1]）